# 贝尔温萨纳
贝尔温萨纳（西班牙語：Berbinzana）是西班牙纳瓦拉的一个市镇。总面积13平方公里，总人口732人（2001年），人口密度56人/平方公里。